# 168
Glej tudi: število 168
168 (CLXVIII) je bilo prestopno leto, ki se je po julijanskem koledarju začelo na četrtek.

## Dogodki
- 1. januar

## Rojstva
- Pupien, cesar Rimskega cesarstva († 238)

## Smrti
- Huan,  27. cesar iz dinastije Han (* 132)